# Fu Shanxiang
Fu Shanxiang född 1830, död okänt år, var en kinesisk hovsekreterare och ämbetshavare.
Hon var dotter till en sekreterare i Shangyuan. När Taipingupproret etablerade sitt eget kungarike i Nanking år 1853 hölls en kejserlig akademisk ämbetsexaminering öppen för kvinnor. Fu Shanxiang blev dess segrare och utsågs till Taipings första och enda kvinnliga zhuangyuan eller ämbetsman. Hon utsågs till statssekreterare för östra palatset vid Yang Xiuqings hov. Hon beskrivs som en framstående hovsekreterare som åtnjöt kejsarens förtroende, och ska ha läst och hanterat samtliga officiella dokument. Under Taipingregimen utdömdes dödsstraff för alla brukare av opium och alkohol, samt för alla som inte inom tre veckor kunde memorera tacksägelseverser till Himmelsfadern, och Fu Shanxiang ska framgångsrikt ha åstadkommit många benådningar i dessa fall. Hon deltog i kejsarens projekt att skydda klassikerna från att bli förstörda av fanatiker. Fu Shanxiang beskrivs som mycket arbetsam och ska ha suttit uppe under nätterna i arbete, vilket gjorde att hon började bruka tobak, något som även det var förbjudet. Hon avsattes då från sin tjänst och fängslades. Kejsaren benådade henne och gav henne efteråt tjänsten som inspektör för kvinnohärbärgen. Hon ska ha lämnat Nanking innan Taipingregimens fall och hennes vidare liv är okänt.